# Proiettore di luce
Nel gergo cinematografico, col termine generico proiettore di luce, si indica ogni apparecchiatura di proiezione della luce artificiale, necessaria per le corrette riprese del film, e vengono intese come le lampade e gli illuminatori vari per il set. 
Si differenzia quindi dal “proiettore cinematografico” (termine sinonimo del cinema, che può tuttavia essere uguale o funzionare allo stesso modo), poiché oltre a proiettare la luce, quello cinematografico proietta sullo schermo anche l'immagine della pellicola.

## Tipologia
I proiettori di luce si distinguono in vari tipi; quelli ad arco voltaico, ormai quasi del tutto abbandonati, e quelli a lampade che sono i più moderni e denominati a seconda del tipo di lampade che usano. Ad incandescenza quelli che utilizzano le lampade a filamenti di tungsteno, e a scarica, con lampade a gas fluorescenti come il neon o lo xeno o ancora lampade ai vapori di quarzo o di mercurio, fabbricate con vetri speciali per ottenere tipi di luce diversa, più calda o più fredda, per modificarne il passaggio alla luce ultravioletta, per modificarne la temperatura di colore. Dagli anni 2010 si sono affermati i priettore di luce a led.
Quello che più di tutti ha caratterizzato il proiettore di luce nel cinema, è stato senz'altro il proiettore ad arco voltaico, detto semplicemente ad arco, conosciuto nel cinema italiano con il termine di bruto. Questo è stato il proiettore più usato nella storia del cinema di tutto il mondo. Venne usato da tutti i grandi direttori della fotografia e ha caratterizzato l'illuminazione del cinema in bianco e nero dal dopoguerra fino agli anni 1980. Ancora oggi viene usato in scene particolari, nelle grandi produzioni, per le sue caratteristiche di diffusione della luce e per la morbidezza di questa, oltre che per il suo calore, caratteristiche che rimangono ancora insuperate dai più moderni proiettori.